# Осиновка (Еврейская автономная область)
Оси́новка — село в Смидовичском районе Еврейской автономной области, Россия. Входит в Приамурское городское поселение.

## География
Село Осиновка стоит на берегу протоки Осиновая (левобережная протока Амура).
Дорога к селу Осиновка идёт от пос. Приамурский через село Владимировка, расстояние до автотрассы «Чита — Хабаровск» (у пос. Приамурский) около 10 км.

## История
В 1962 году указом Президиума Верховного Совета РСФСР поселок четвёртого отделения совхоза «Волочаевский» переименован в село Осиновка.

## Население
| 2002 | 2010 |
| ---- | ---- |
| 13   | ↗20  |

## Инфраструктура
- Жители занимаются сельским хозяйством.
- В окрестностях села Осиновка находятся садоводческие общества хабаровчан.

## Галерея

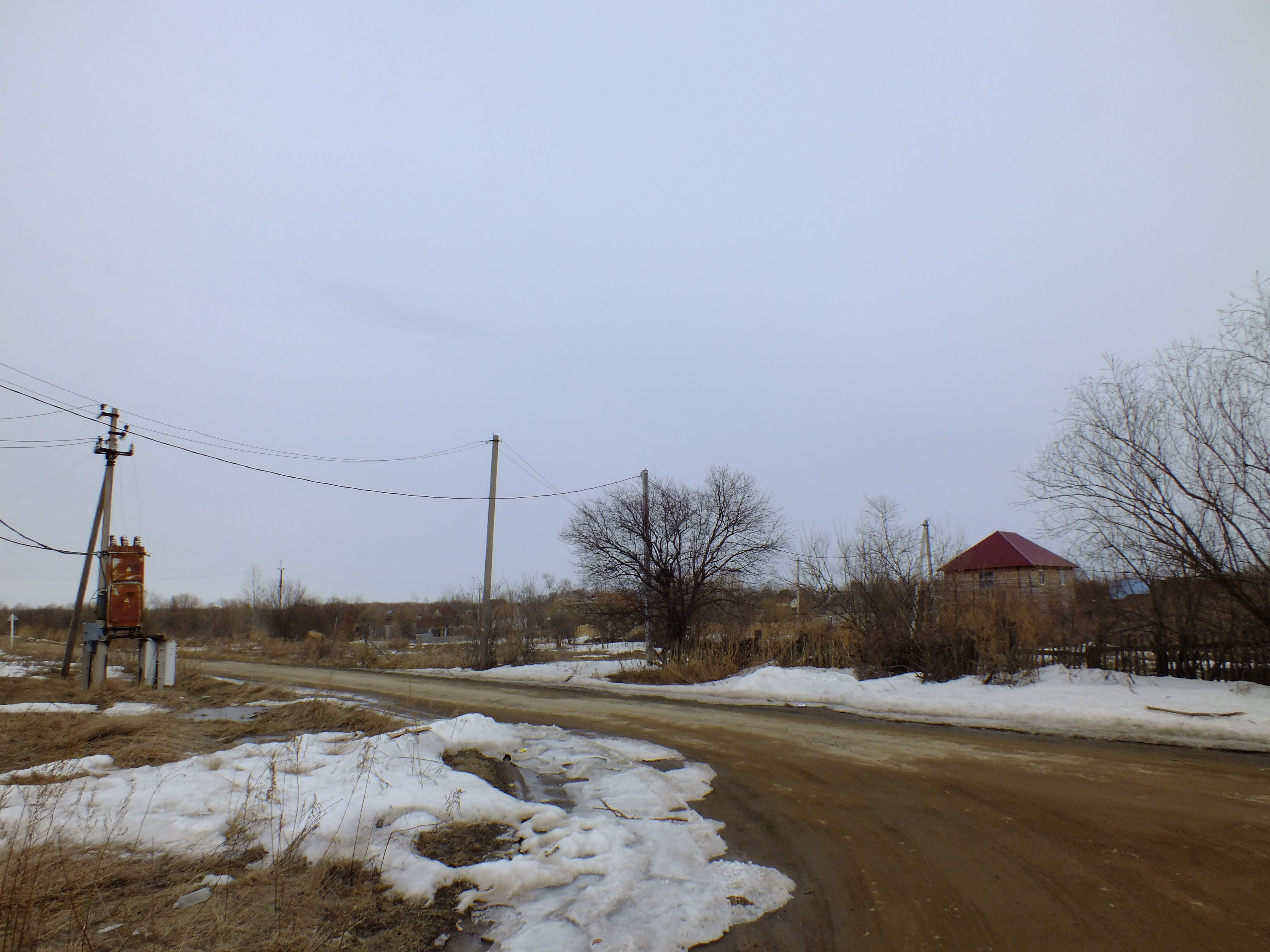
Въезд в село Осиновка
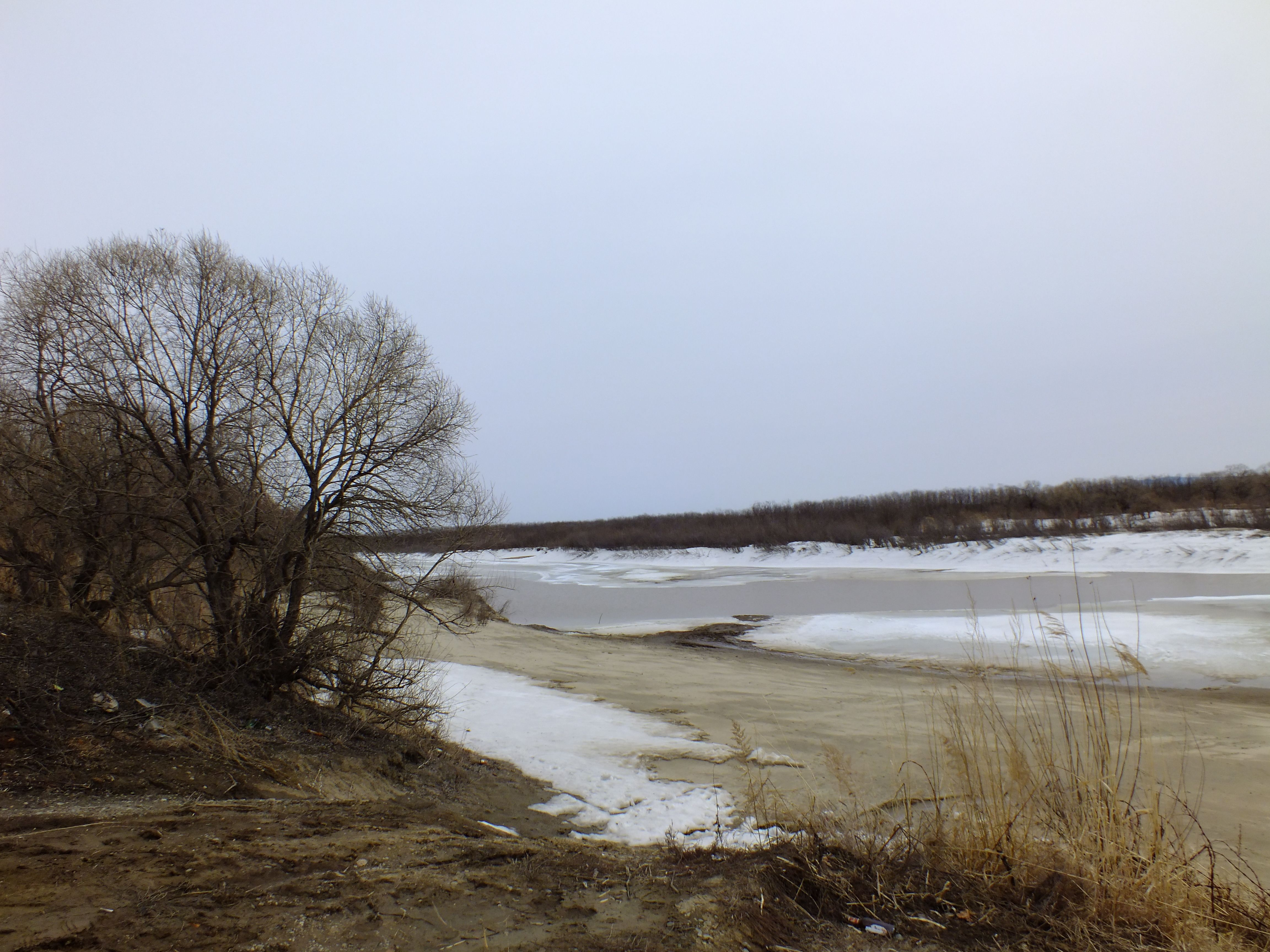
Протока Осиновая (протока Амура)
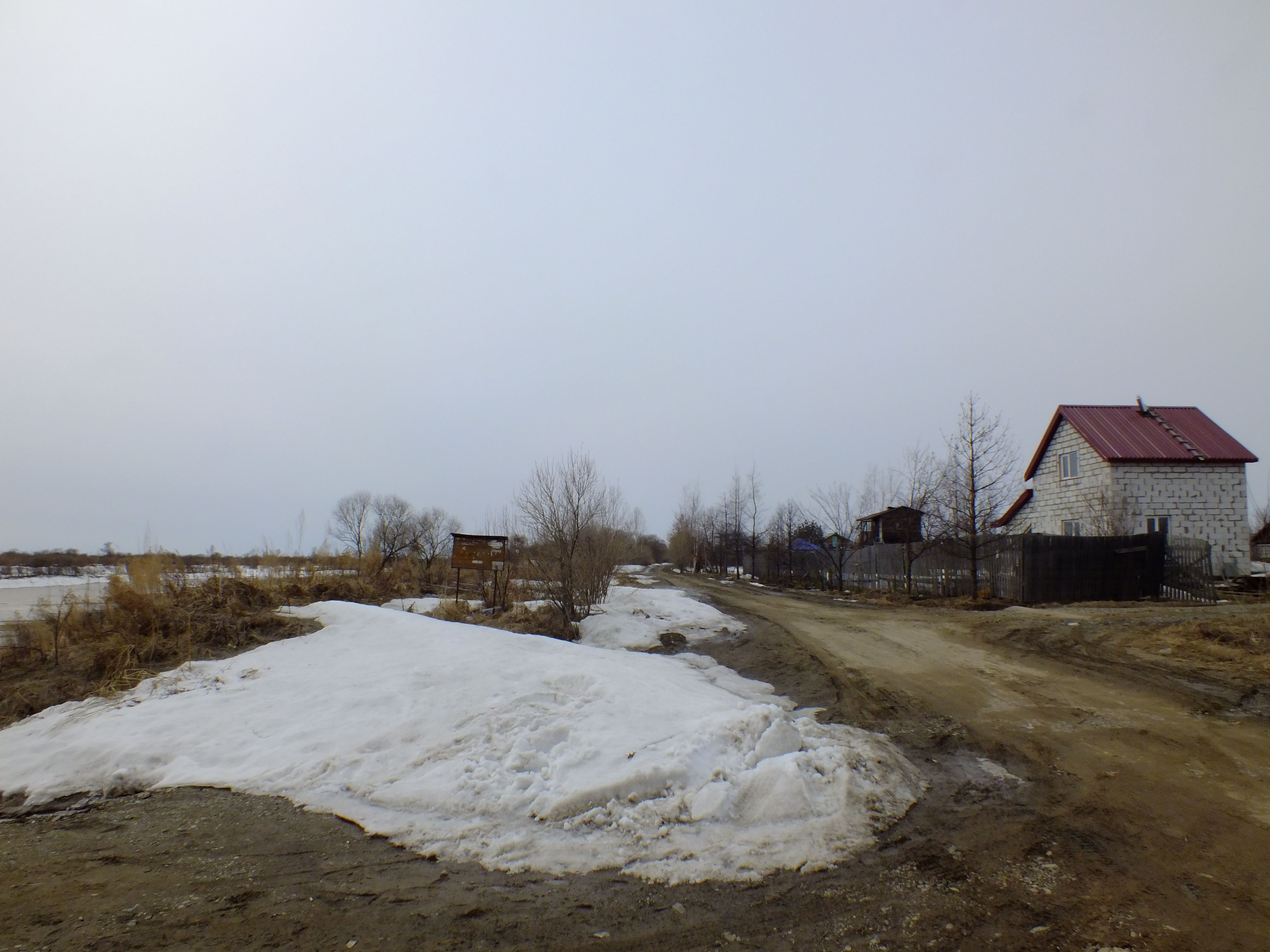
Дачные участки на берегу Осиновой протоки